# Phyllurus gulbaru
Espèce
Statut de conservation UICN

 EN  : En danger
Phyllurus gulbaru est une espèce de gecko de la famille des Carphodactylidae.

## Répartition
Cette espèce est endémique du Queensland en Australie. 

## Étymologie
Le nom spécifique de cette espèce, gulbaru, vient du nom aborigène des monts Paluma.

## Publication originale
- Hoskin, Couper & Schneider, 2003 : A new species of Phyllurus (Lacertilia: Gekkonidae) and a revised phylogeny and key for the Australian leaf-tailed geckos. Australian Journal of Zoology, vol. 51, n. 2, p. 153-164 (texte intégral).